# Сентер Хол (Пенсилванија)
Сентер Хол (енгл. Centre Hall) град је у америчкој савезној држави Пенсилванија.

## Демографија
По попису из 2010. године број становника је 1.265, што је 186 (17,2%) становника више него 2000. године.
| Група             | 2000.         | 2010.         |
| Белци             | 1.075 (99,6%) | 1.248 (98,7%) |
| Афроамериканци    | 2 (0,2%)      | 1 (0,1%)      |
| Азијати           | 0 (0,0%)      | 4 (0,3%)      |
| Хиспаноамериканци | 0 (0,0%)      | 7 (0,6%)      |
| Укупно            | 1.079         | 1.265         |